# 織田優成
織田優成（日语：／ Oda Yūsei，本名：有馬 克明（ありま かつあき），1969年9月19日—），日本男性配音員、旁白。出身於宮城縣仙台市。青二Production所屬。身高168.7cm。A型血。

## 來歷
駒澤大學法學部法律學科畢業。2003年9月為止以本名「有馬 克明」的名義活動，此外亦以「神邊 宏樹」名義從事作家活動。
出道以來經歷Wit promotion、自由身，2005年8月1日準所屬青二Production，2009年1月1日升格正式所屬。

## 人物
資格、執照：中型貨車執照、普通重型機車執照。興趣：讀書、露營、料理、尋找B級美食&拉麵。特長：唱歌、輕快動作。擅長方言：東北方言、大阪方言。

## 演出
粗體字表示主要角色。

### 電視動畫
1992年
- 妙廚老爹（上田守）

1993年
- 緞帶魔法姬（高島）

1995年
- 爆走獵人（索諾尼）

1996年
- 亞利絲 in Cyberland（日语：ありす in Cyberland）（倫·高萬）
- 少年桑塔的大冒險（日语：サンタクロースの冒険#テレビアニメ）（雨馬）
- 聖天空戰記（達雷特、士兵A、副官 等）
- 魔法提琴手（コキュウ）

1997年
- 甜心戰士F（廣志）
- 橫行太保（一條誠）
- 靈異獵人（北城遙都）
- 科學情人（羊、不良 等）

1998年
- EAT-MAN'98（日语：EAT-MAN）（士兵）
- 夢幻拉拉（星澤）

1999年
- 日本第一的男兒魂（日语：日本一の男の魂）（江口淳）2系列
- 魔裝機神賽巴斯達（日语：魔装機神サイバスター (テレビアニメ)）（安藤健）

2000年
- 六門天外（／、 等）

2001年
- 網球王子（佐伯虎次郎、傑弗瑞·卡萊爾）
- 大～集合！小魔女DoReMi（長門香代子的父親）
- 聖石小子（矢印、戮齊暗格爾、迪普斯諾 等）

2002年
- 電光快車俠2（Lightning Buster Seven、特車隊電光戰警、廣播）

2003年
- 時空冒險記（戰鬥實況播報）
- MOUSE（南雅俊）

2005年
- 光速蒙面俠21（本庄勝）
- 植木的法則（黑影）
- 新宇宙飛龍（凱因）
- 地獄少女（上班族）
- 萌趣趣（日语：モンチッチ）（哈努）

2006年
- 貧窮姊妹物語（老師）

2007年
- 鬼太郎 (第5作)（2007年—2009年，作家、提燈小鬼、陰陽師、攝影師、肉人 等）
- 守護甜心！（2007年—2009年，日奈森爸爸〈日奈森紡〉）3系列
- 暮蟬悲鳴時解（古手梨花的父親）

2008年
- TYTANIA -泰坦尼亞-（馬肯增）
- 新·安琪莉可 Abyss（瑪莉的父親、巡禮者、研究者、父親）2系列
- 旁邊的兒童 我的火腿組（日语：はたらキッズ マイハム組）（凱尼）
- 波菲的漫長旅程（卡菲斯）

2009年
- 怪談餐館（使者）
- 你好 安妮 ～Before Green Gables（男）
- 七龍珠改（蛇道的引路人、電視播報）
- 夏日風暴！（タツボン）
- 洋葱和尚朝太郎（日语：ねぎぼうずのあさたろう）（部下、船頭）
- ONE PIECE（2009年—，加洛、以藏、比悠的父親、培里尼、七鬼[5] 等）

2010年
- 數碼寶貝合體戰爭（2010年—2011年，飛蟲獸、机甲龙兽、帝皇龙甲兽）2、3系列

2011年
- 熱拳本色1 世界大會篇（希姆萊）

2012年
- 聖鬥士星矢Ω（史皮爾）
- 校園剋星（2012年—2013年，宮澤謙吾[6][7]）2系列

2013年
- DEVIL SURVIVOR2 the ANIMATION（久世響的父親）
- 櫻桃小丸子 (第2期)（2013年—2022年，大哥哥、員工A）

2014年
- WIZARD BARRISTERS ～弁魔士賽希爾（須藤大衛）
- 境界觸發者（2014年—2021年，奈良坂透[8][9]）2系列[注 1]

2015年
- 夏洛特（有働）
- 七龍珠超（2015年—2017年，廚師、士兵、全王的随徒、安那特、 等）
- ONE PIECE特別篇 ～迷霧島大冒險～
- ONE PIECE 薩波特別篇 ～3兄弟的羈絆 奇跡的再會和被繼承的意志～

2016年
- 美少女戰士Crystal Season III（客）
- 哆啦A夢 (水田山葵版)（主持人）
- 迷家（颯人的父親）
- ONE PIECE 特別篇 ～黃金之心～

2017年
- ONE PIECE 東海特別篇 ～魯夫與四名伙伴的大冒險～

2019年
- RobiHachi（記者）

2020年
- 蠟筆小新（秘書野仁）
- Asatir 未來的傳說故事（日语：アサティール 未来の昔ばなし）（烏代〈青年〉）
- 成神之日（旁白）

2021年
- 鍵等（2021年—2022年，宮澤謙吾[10]）2系列[注 2]

### 電影動畫
2002年
- XEVIOUS（武）

2005年
- 劇場版 網球王子：跡部的禮物 獻給你的網王祭（佐伯虎次郎）

2008年
- 劇場版 鬼太郎 日本爆裂!!（管家）
- ONE PIECE THE MOVIE 喬巴身世之謎：冬季綻放、奇跡的櫻花

2009年
- 佛陀再誕 -The REBIRTH of BUDDHA（日语：仏陀再誕#アニメ映画）
- ONE PIECE FILM STRONG WORLD

2012年
- ONE PIECE FILM Z

2016年
- ONE PIECE FILM GOLD

2018年
- 劇場版 無敵鐵金剛 / INFINITY（接線員）

2021年
- 劇場版 Kud Wafter（宮澤謙吾[11]）

### OVA
1996年
- 冷面天使（大下）
- 鐵腕女警（森）
- 我的真理美眉（日语：ぼくのマリー）（中年）
- 魔法使俱樂部（茜的男友1號、茜的男友2號）

1997年
- 愛麗絲 in Cyberland（日语：ありす in Cyberland）（倫·高萬）
- CPU辣妹（日语：ぶっとび!!CPU）（高岡章）

2004年
- 冤罪（日语：冤罪 eine falsche Beschuldi-gung#オリジナルアニメ）系列（基爾帝亞斯）2作品

2006年
- 網球王子 Original Video Animation 全國大會篇（佐伯虎次郎）

2008年
- 聖鬥士星矢 冥王黑帝斯極樂淨土篇（日语：聖闘士星矢 冥王ハーデス編）（天魔星阿路拉烏娜的吉因）
- 少女的秘密心事（旁白）

2011年
- VitaminX Addiction（日语：VitaminX）（二階堂衝）

2014年
- 校園剋星EX（宮澤謙吾[12]）

### 網路動畫
2018年
- 神酒之尊（日语：神酒ノ尊-ミキノミコト-）（2018年—2019年，桂川 [13][14])

### 遊戲
- 網球王子（日语：テニスの王子様 (ゲーム)）系列（佐伯虎次郎）

1994年
- 亂馬½ 超技亂舞篇（哈浦）[注 3]

1996年
- 愛麗絲 in Cyberland（日语：ありす in Cyberland）（倫·高萬）
- 瑪雅神話

2002年
- Only you -熱鬥學園-（若人淳）
- 聖石小子 ～未完的秘石～（戮齊暗格爾）

2005年
- 伊蘇III（亞特鲁·克里斯汀）[注 4]
- 伊蘇IV MASK OF THE SUN -a new theory-（亞特鲁·克里斯汀）
- 絕對服從命令（奇伢·威貝納）
- 零 ～刺青之聲～（天倉螢）

2006年
- 植木的法則 打倒羅貝多十人團!!（黑影）
- （藤代和仁）

2007年
- DEAR My SUN!! ～育★子★狂想曲～（日语：DEAR My SUN!!〜ムスコ★育成★狂騒曲〜）（紫藤幸四郎）
- VitaminX（日语：VitaminX）（二階堂衝）
- 校園剋星（宮澤謙吾）

2008年
- VitaminX Evolution（二階堂衝）
- VitaminY（二階堂衝）
- 無雙OROCHI 蛇魔再臨（源義經）

2009年
- 無雙OROCHI Z（源義經）
- 校園剋星 Converted Edition（宮澤謙吾）

2010年
- 噬神者 神機解放（玩家聲音）
- STORM LOVER（日语：STORM LOVER）（寅谷秋雄）
- 天下一★戰國LOVERS DS（上杉謙信）
- VitaminX Evolution Plus（二階堂衝）

2011年
- 時空幻境 世界傳奇 閃耀神話3（日语：テイルズ オブ ザ ワールド レディアント マイソロジー3）（喬安）
- 無雙OROCHI 2（源義經）

2012年
- 英雄傳說 零之軌跡 Evolution（皮耶爾副局長[15]、詹姆斯、法蘭茲巡査）
- VitaminX Detective B6（二階堂衝[16]）
- 無雙OROCHI2 Special（源義經）
- 無雙OROCHI2 Hyper（源義經）

2013年
- 心靈傳奇 R（艾瑞克、主席）
- VitaminR（吉爾·拉格朗日[17]）
- 無雙OROCHI2 Ultimate（源義經）

2015年
- 數碼寶貝物語 網路偵探（紅蓮騎士獸[18]）

2016年
- 緋夜傳奇
- 數碼寶貝世界 -Next Order-（日语：デジモンワールド -next 0rder-）（幸村〈基爾獸〉[19]）
- 七龍珠融合（日语：ドラゴンボールフュージョンズ）

2017年
- 超級七龍珠英雄（2017年—，紀恩、卡托佩斯拉）
- 夢王國與沉睡中的100位王子殿下（傑伊〈第2代〉）

2018年
- 無雙OROCHI 3（源義經[20]）

2022年
- 七之物語（日语：セブンズストーリー）（宮澤謙吾）

### 外語配音

#### 電影
- 真愛來找碴（英语：Nurse Betty）
- 我愛上了朋友的姐姐（晟敏）
- Qui veut devenir une star？／Who Wants to Be a Star？

#### 電視影集
- 血魔（英语：The Hunger (TV series)）
- 薇洛尼卡的衣櫥（英语：Veronica's Closet）

### 真人實境
- 網球王子系列
  - 網球王子 100首歌曲連續馬拉松
  - 網球王子祭2011 in 武道館 -心·技·體-（僅以技術公演形式演出）
- VitaminX（日语：VitaminX）系列
  - VitaminX 行動吧！心跳★Full Burst
  - VitaminX 行動吧！心跳★Full Burst EVolution
  - VitaminXtoZ 行動吧！究極（Hyper）★爆發
  - VitaminX 行動吧！極上（Ultra）★熱中
  - VitaminX 行動吧！閃耀★Full Burst
  - VitaminX 行動吧！無敵（Miracle）★目標

### 廣播劇、廣播劇CD
- NHK-FM 青春冒險（日语：青春アドベンチャー）
  - （高橋）
  - （戌兒）
  - 完美的淚水（宥現）
  - 精靈守護人（シュガ）
  - 時空轉換系列（日语：タイムスリップシリーズ）（劍崎薔薇之介）
  - （武田）
  - 封神演義（第二部、第三部）（楊戩）
  - （鳥山敏治、高梨禎一）
- NHK-FM FM劇場（日语：FMシアター）『孩子的情景』（裕太）
- VOMIC
  - 銀狐（木達夫）
  - ONE PIECE（海賊）
- 電腦戰機Virtual-On（日语：電脳戦機バーチャロン）系列
  - CyberNet Rhapsody（敵B）
  - COUNTER POINT 009A（敵B）

### CD
- 惡靈狩獵 Ghost Hunt（坂內智明）
- （東鄉圭一郎）
- 傀儡師左近 -閣樓噩夢-（星誠一）
- DEAR My SUN!! ～育★子★狂想曲～ 角色歌曲&訊息CD 風斗ver.（日语：DEAR My SUN!!〜ムスコ★育成★狂騒曲〜）（紫藤幸四郎）
- 網球王子系列（佐伯虎次郎）
  - 日落之路
  - 熱情火劍
  - Gift
  - 歡樂夏日情人節
  - 嘿吆！（六角中）
  - 情人節之吻（佐伯虎次郎 with 六角中）
- VitaminX（日语：VitaminX）系列（二階堂衝）
  - 角色CD『GOLD DISC』
  - Honey Vitamin 永遠的的白雪公主～
  - Honey Vitamin 2 ～秘密的童話～
  - Delicious Vitamin 2 ～心跳★愛旅遊～
  - VitaminX × 數羊晚安系列 Vol.3 「與貓說晚安/與魔法說晚安」
  - Delicious Vitamin 1 ～那天的承諾～
- 魔性之子（日语：魔性の子）（坂田）

### 旁白
- J SPORTS Gillette World Sports（日语：トランスワールドスポーツ）
- DOWN TOWN的不是給小孩的工作!!（日语：ダウンタウンのガキの使いやあらへんで!!）
- TBS DREAMS
- 本棚食堂（日语：本棚食堂）（旁述）

### 廣告
- （2021年，[21]）

## 腳註

## 外部連結
- 織田優成｜青二Production（日語）
- 織田優成的X（前Twitter） （日語）
- （日語）—織田優成的官方個人網站（2016年3月4日存於互聯網檔案館）
- （日語）—有馬克明（織田優成）的官方個人網站（1999年10月9日存於互聯網檔案館）